# Ballupönen
Ballupönen (bis 1928 Groß Ballupönen, 1938–1945 Löffkeshof) ist ein untergegangenes Bauerndorf aus deutscher Zeit in der russischen Oblast Kaliningrad. Der russische Name war Ochotnitschje für den Ort im Rajon Neman.

## Geographische Lage

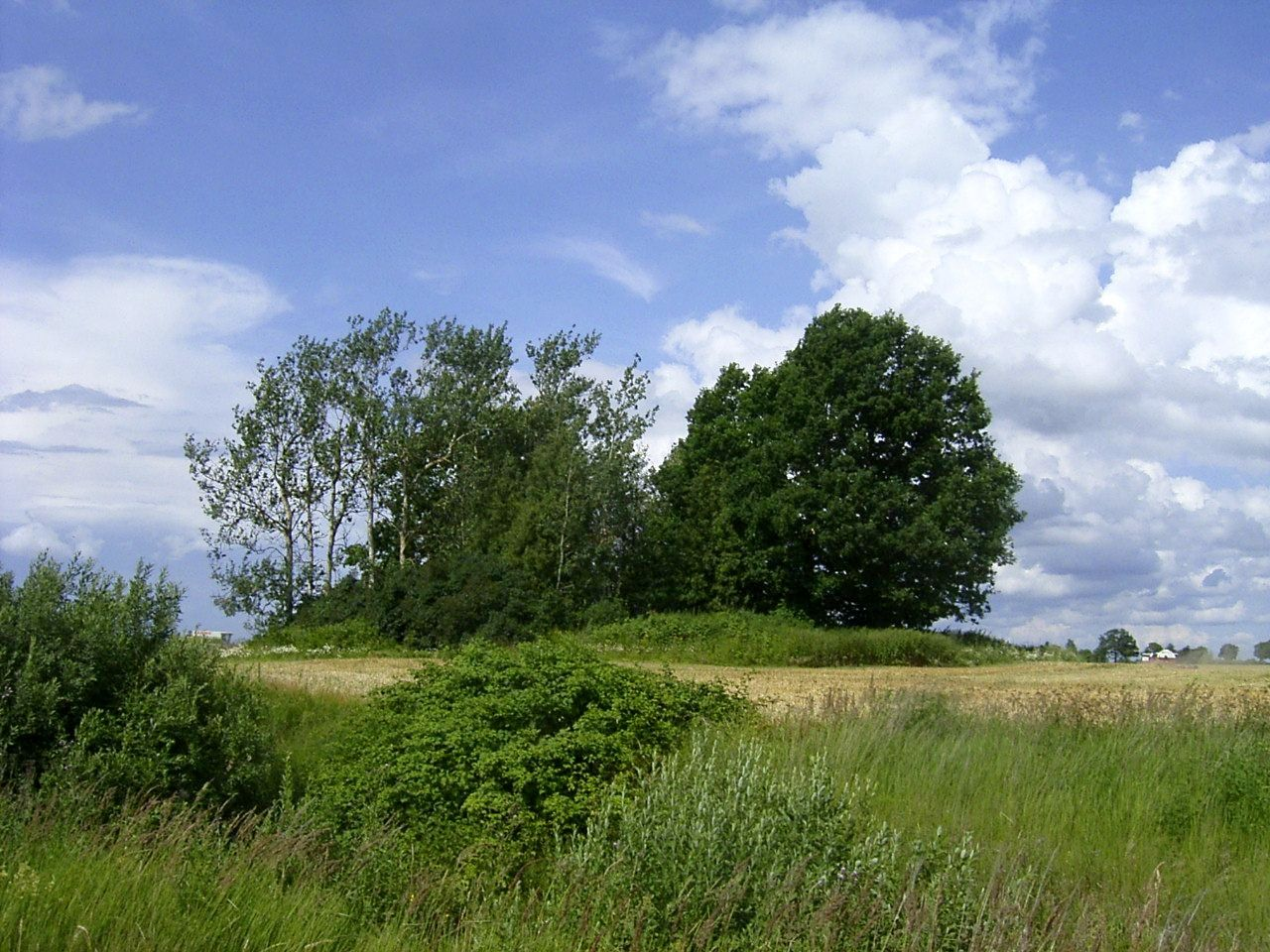
Ehemaliger Friedhof von Klein Ballupönen (Juli 2005)

Der Ort lag im nordöstlichen Ostpreußen an der Landstraße von Kraupischken (ab 1938 Breitenstein, heute Uljanowo) nach Budwethen (ab 1938 Altenkirch, heute Malomoschaiskoje), östlich (links) der Inster und nördlich von Schloss und Ort Raudonatschen (ab 1938 Kattenhof). Zur Landgemeinde Ballupönen gehörten neben dem Hauptort (zuvor offiziell Groß Ballupönen) seit 1928 auch der Ortsteil Klein Ballupönen, knapp 1,5 km südlich an der Landstraße gelegen, sowie das Gut Skatticken am rechten Insterufer, die seit 1945 ebenfalls nicht mehr existieren.
Ballupönen gehörte zum Landkreis Tilsit-Ragnit, Amtsbezirk Raudonatschen (ab 1939 Kattenhof), sowie zum Kirchspiel Budwethen. Nach den Daten der letzten Volkszählung von 1939 hatte der Ort 205 Einwohner (Summe aller Ortsteile, gegenüber 224 Einwohnern 1933) und erstreckte sich über 734 Hektar.
Der nächstgelegene Bahnhof befand sich im drei Kilometer in nördlicher Richtung entfernten Naujeningken (ab 1938 Neusiedel, heute zu Malomoschaiskoje) an der heute auf diesem Abschnitt nach 1945 abgebauten Bahnstrecke Tilsit–Stallupönen (Sowetsk–Nesterow). Dort gab es auch eine Post.

## Geschichte
Während der nationalsozialistischen Umbenennung von Ortschaften baltischer Namensherkunft insbesondere in den östlichen Teilen Ostpreußens 1938 die „deutscher klingende“ Bezeichnung Löffkeshof. Die Ortsteile erhielten entsprechend die Namen Kleinlöffkeshof und Gut Katticken.
Es gibt keine Informationen über eine Zerstörung des Ortes beim Einmarsch der Roten Armee im Januar 1945, vor dem vermutlich sämtliche Einwohner geflohen waren. Das Dorf wurde nicht wieder besiedelt, sondern in den folgenden Jahrzehnten restlos abgetragen und größtenteils in Ackerfläche umgewandelt. Das genaue Jahr des Abbruchs der Gebäude ist nicht bekannt; sowjetische Landkarten aus den 1980er Jahren zeigen keinerlei bebaute Flächen auf dem Gebiet des früheren Dorfes und seiner Ortsteile.

## Persönlichkeiten
- Sieghard Brandstäter (1933–1997), Ingenieur und Hochschullehrer